# Margareta Eriksdotter (Luth)
Margareta Eriksdotter, död 11 november 1618 i Horn, Östergötland, var en svensk prästfru som har påståtts vara Erik XIV:s dotter. Hon var en tid hovdam vid det polska hovet. 

## Biografi
Margareta uppges i vissa källor ha varit dotter till kung Erik XIV och Anna Larsdotter. Margareta ska enligt den berättelsen ha varit Erik XIV:s älsklingsdotter, som han ville förse med en tryggad uppväxt. Det finns dock inga bevis för detta. Erik själv beskrev henne inte bland sina barn. 
Margareta blev hovdam vid det polska hovet med tanken att hon skulle finna någon att gifta sig med där. Hon gifte sig med Olaus Simonis Clarevallensis Luth (1560-1639), som var hovpredikant hos Johan III:s dotter Anna under hennes vistelse i Polen. Paret förlovade sig julen 1591, och gifte sig på julaftonen 1592. De återvände till Sverige, och Olov Simonsson utnämndes 1593 till kyrkoherde i Horns församling och Hycklinge församling. De fick minst sju barn. 
Margareta begravdes i en numera riven medeltidskyrka som låg i Ekeby i Horns socken. Hennes kvarlevor flyttades med när nuvarande Horns kyrka uppfördes, och finns idag i koret. 

### Familj
Margareta Eriksdotter gifte sig 1592 med kyrkoherden Olavus Clarevallensis (1560–1639) i Horns församling. De fick tillsammans barnen filosofie magistern Samuel Olavi Cornuclandius i Wittenberg, Kristina Clarevallensis som var gift med kyrkoherden Z. Retzius i Gladhammars församling, Anna Clarevallensis som var gift med kyrkoherden Jonas Planander i Horns församling, Elisabet Clarevallensis som var gift med biskopen Jonas Petri Gothus i Linköpings stift, Emerentia Clarevallensis som var gift med kyrkoherden Andreas Sæbyensis i Lofta församling, Märta Clarevallensis och Sara Clarevallensis. Efter Margareta Eriksdotters död gifte Clarevallensis om sig med Ingeborg Siggesdotter och Gertrud Bengtsdotter